# Emblyna piratica
Emblyna piratica là một loài nhện trong họ Dictynidae.
Loài này thuộc chi Emblyna. Emblyna piratica được Wilton Ivie miêu tả năm 1947.